# سیارک ۱۵۶۳۱
سیارک ۱۵۶۳۱ (به انگلیسی: 15631 Dellorusso، نامگذاری:2000HT57) پانزده هزار و ششصد و سی و یکمین سیارک کشف شده‌است که در ۲۴ آوریل ۲۰۰۰ کشف شد.
قدر مطلق سیارک برابر ۴۴.۶ است.